# Spoeler

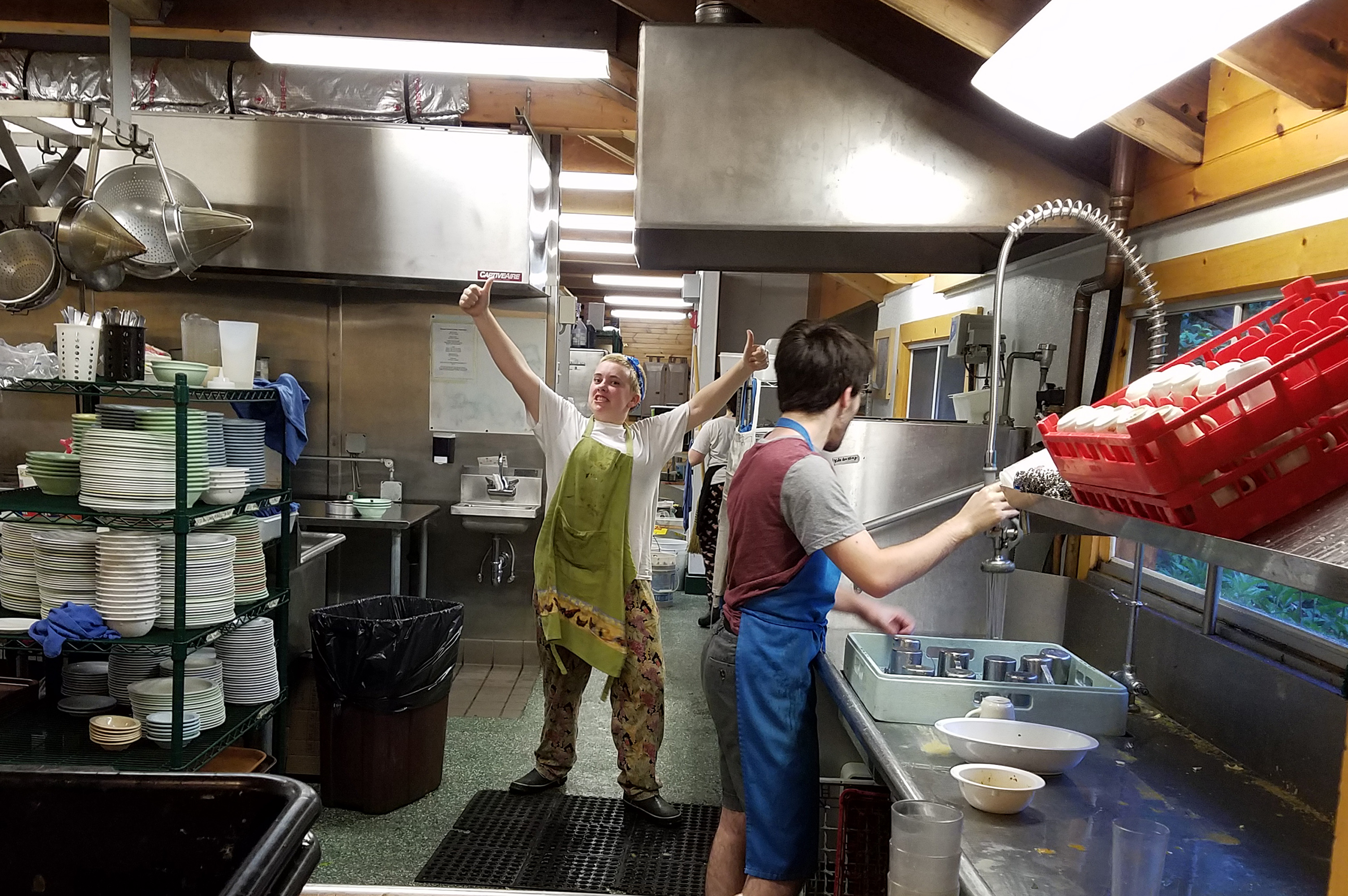
Afwassers

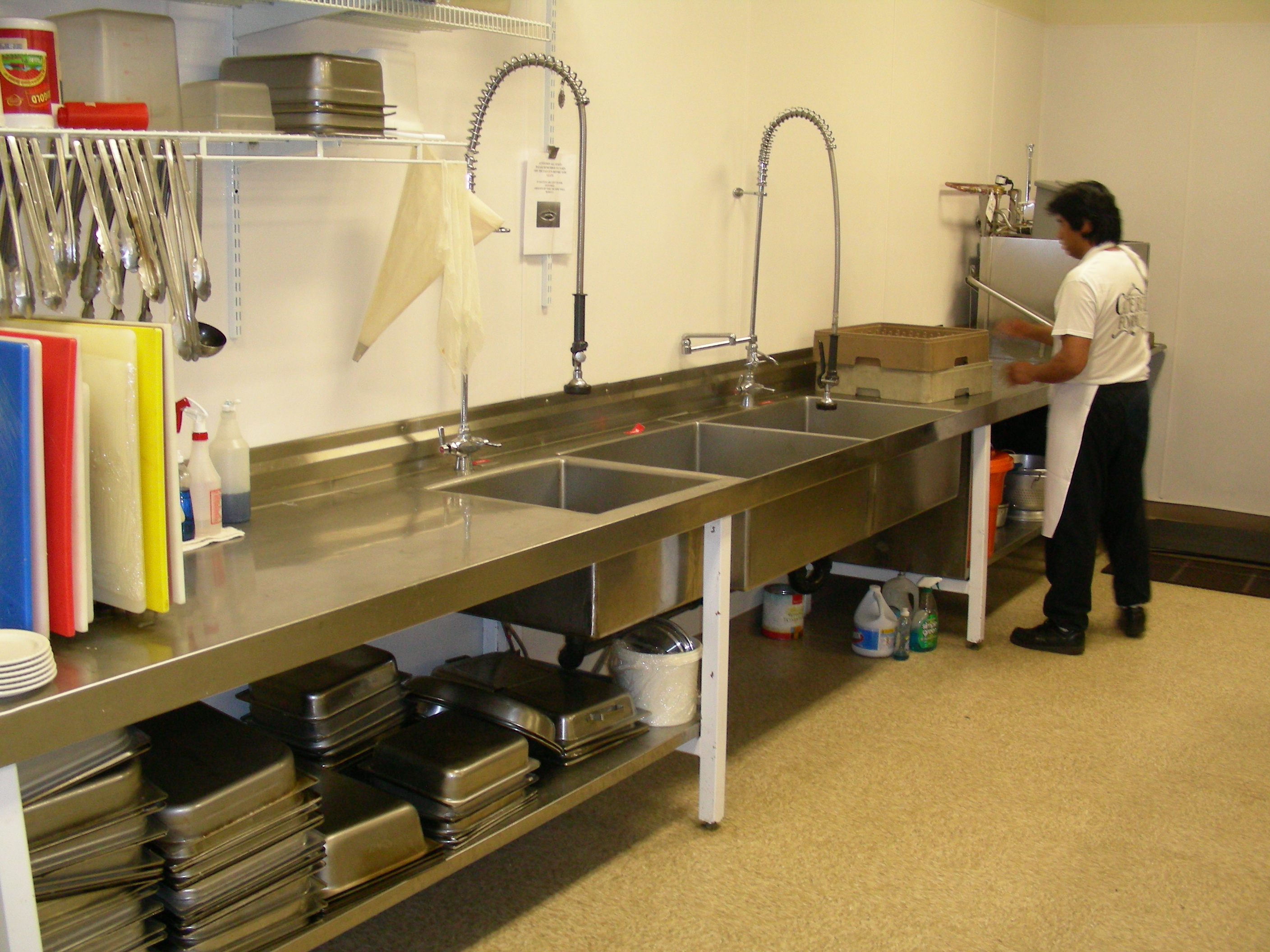
Spoelplaats

Een spoeler (of afwasser) werkt in de keuken van een restaurant of brasserie. De hoofdtaak van de spoeler is het afwassen van voornamelijk de borden, het couvert (bestek), koffie- en theekopjes en schoteltjes en het schoonmaken van gebruiksvoorwerpen uit de keuken zoals een snijplank of een ovenplaat. Over het algemeen maakt de spoeler gebruik van een professionele afwasmachine die in 2 à 3 minuten onder hoge temperatuur de vaat schoonmaakt. Om de machine niet te veel te vervuilen dient de spoeler vaak wel de vaat grof schoon te maken alvorens het de machine in gaat. Hierbij wordt vaak gebruikgemaakt van een spoelkop en vindt eigenlijk het daadwerlijke 'spoelen' plaats. Als de vaat de machine uit komt dient de spoeler vaak het bestek te poleren om vlekken te voorkomen. Vaak moet ook de rest van de vaat afgedroogd worden, maar dit is afhankelijk van de gebruikte vaatwasser.
Naast afwassen heeft de spoeler ook andere taken in de keuken. Zo maakt de spoeler vaak aan het einde van de avond (de vloer van) de keuken schoon of helpt de koude kant met het snijden van kaas of vleeswaren. Het komt geregeld voor dat een spoeler na enkele jaren ervaring doorstroomt naar de koude kant, mits de keuken niet te ingewikkeld is.
Het deel van de fooi dat de spoeler ontvangt wisselt per werkgever. In sommige gevallen krijgt de spoeler niets, vaak een klein deel en in het gunstigste geval evenveel als de rest van het personeel (verrekend naar werkuren).